# スヴェイン・タフト
スヴェイン・タフト（Svein Tuft、1977年5月9日 - ）は、カナダ、ラングリー出身の自転車競技（ロードレース）選手。

## 経歴
ロードレースでは、タイムトライアルスペシャリストとして、2004年～2006年及び2008年～2010年の国内選手権タイムトライアル（以下、ITT）で優勝。また、2004年のツール・ド・北海道に出場したこともある。
2005年、コンチネンタルチーム、シメトリックスに加入。
2008年北京オリンピックでは個人タイムトライアル7位で入賞。世界選手権・ITTでは、パンクのために途中でTTバイクから普通のバイクに乗り換えるアクシデントに見舞われながらも、優勝したベルト・グラプシュに次いで2位となった。
2009年、ガーミン・トランジションズに加入。
2011年、スパイダーテック - C10に移籍。
2012年、グリーンエッジに移籍。
2019年、プロフェッショナルコンチネンタルチームのラリー・UHCに移籍。

## 主な戦績

### 2004年
- カナダ選手権　優勝（個人タイムトライアル）

### 2005年
- カナダ選手権　優勝（個人タイムトライアル）

### 2006年
- カナダ選手権　優勝（個人タイムトライアル）

### 2007年
- UCIアメリカツアー　総合優勝
- ブエルタ・ア・キューバ　総合優勝

### 2008年
- カナダ選手権　優勝（個人タイムトライアル）
- 北京オリンピック　7位(個人タイムトライアル)
- ツアー・オブ・ミズーリ　総合3位
- 世界選手権　2位(個人タイムトライアル)

### 2009年
- カナダ選手権　優勝（個人タイムトライアル）

### 2010年
- カナダ選手権　優勝（個人タイムトライアル）
- デンマーク一周　総合2位、区間優勝（第5ステージ・個人タイムトライアル）
- エネコ・ツアー　区間優勝(第1ステージ)

### 2011年
- ツール・デ・ボース　総合3位、区間優勝（第4ステージ・個人タイムトライアル、第6ステージ）
- カナダ選手権　優勝（個人タイムトライアル、個人ロードレース）
- フロット・プライス・スタット・ゾテヘム　優勝
- 世界選手権　13位（個人タイムトライアル）

### 2012年
- ティレーノ・アドリアティコ　区間優勝（第1ステージ・個人タイムトライアル）
- ツール・デ・ボース　区間優勝（第4ステージ）
- カナダ選手権　優勝（個人タイムトライアル）
- エネコ・ツアー　総合7位、区間優勝（第2ステージ・チームタイムトライアル、第6ステージ・個人タイムトライアル）
- 世界選手権　3位(チームタイムトライアル)、12位(個人タイムトライアル)
- デュオ・ノルマン　優勝

### 2013年
- ツール・ド・サンルイス　区間優勝（第4ステージ・個人タイムトライアル）
- ツアー・オブ・スロベニア　区間優勝（プロローグ）
- ツール・ド・フランス　区間優勝（第4ステージ・チームタイムトライアル）
- 世界選手権　2位（個人タイムトライアル）

### 2014年
- ジロ・デ・イタリア　区間優勝（第1ステージ・チームタイムトライアル）
- カナダ選手権　優勝（個人タイムトライアル、個人ロードレース）
- ツール・ド・ポワトゥーシャラント　総合2位
- 世界選手権　2位(チームタイムトライアル)

### 2017年
- カナダ選手権　優勝（個人タイムトライアル）

### 2018年
- カナダ選手権　優勝（個人タイムトライアル）